# Boby na Zimních olympijských hrách 1964
Boby na olympiádě v Innsbrucku.

## Medailové pořadí zemí
| Pořadí | Země                 | Zlato | Stříbro | Bronz | Celkově |
| ------ | -------------------- | ----- | ------- | ----- | ------- |
| 1.     | Kanada (CAN)         | 1     | 0       | 0     | 1       |
| 1.     | Velká Británie (GBR) | 1     | 0       | 0     | 1       |
| 3.     | Itálie (ITA)         | 0     | 1       | 2     | 3       |
| 4.     | Rakousko (AUT)       | 0     | 1       | 0     | 1       |
|        | Celkem               | 2     | 2       | 2     | 6       |

## Medailisté

### Muži
| Disciplína | Zlato                                                             | Výkon   | Stříbro                                                                           | Výkon   | Bronz                                                                           | Výkon   |
| ---------- | ----------------------------------------------------------------- | ------- | --------------------------------------------------------------------------------- | ------- | ------------------------------------------------------------------------------- | ------- |
| dvojbob    | Velká Británie (GBR) · Anthony Nash · Robin Dixon                 | 4:21,90 | Itálie (ITA) · Sergio Zardini · Romano Bonagura                                   | 4:22,02 | Itálie (ITA) · Eugenio Monti · Sergio Siorpaes                                  | 4:22,63 |
| čtyřbob    | Kanada (CAN) · Peter Kirby · Doug Anakin · John Emery · Vic Emery | 4:14,46 | Rakousko (AUT) · Erwin Thaler · Adolf Koxeder · Josef Nairz · Reinhold Durnthaler | 4:15,48 | Itálie (ITA) · Eugenio Monti · Sergio Siorpaes · Benito Rigoni · Gildo Siorpaes | 4:15,60 |